# Aloe buhrii
Aloe buhrii là một loài thực vật có hoa trong họ Măng tây. Loài này được Lavranos mô tả khoa học đầu tiên năm 1971.

## Hình ảnh

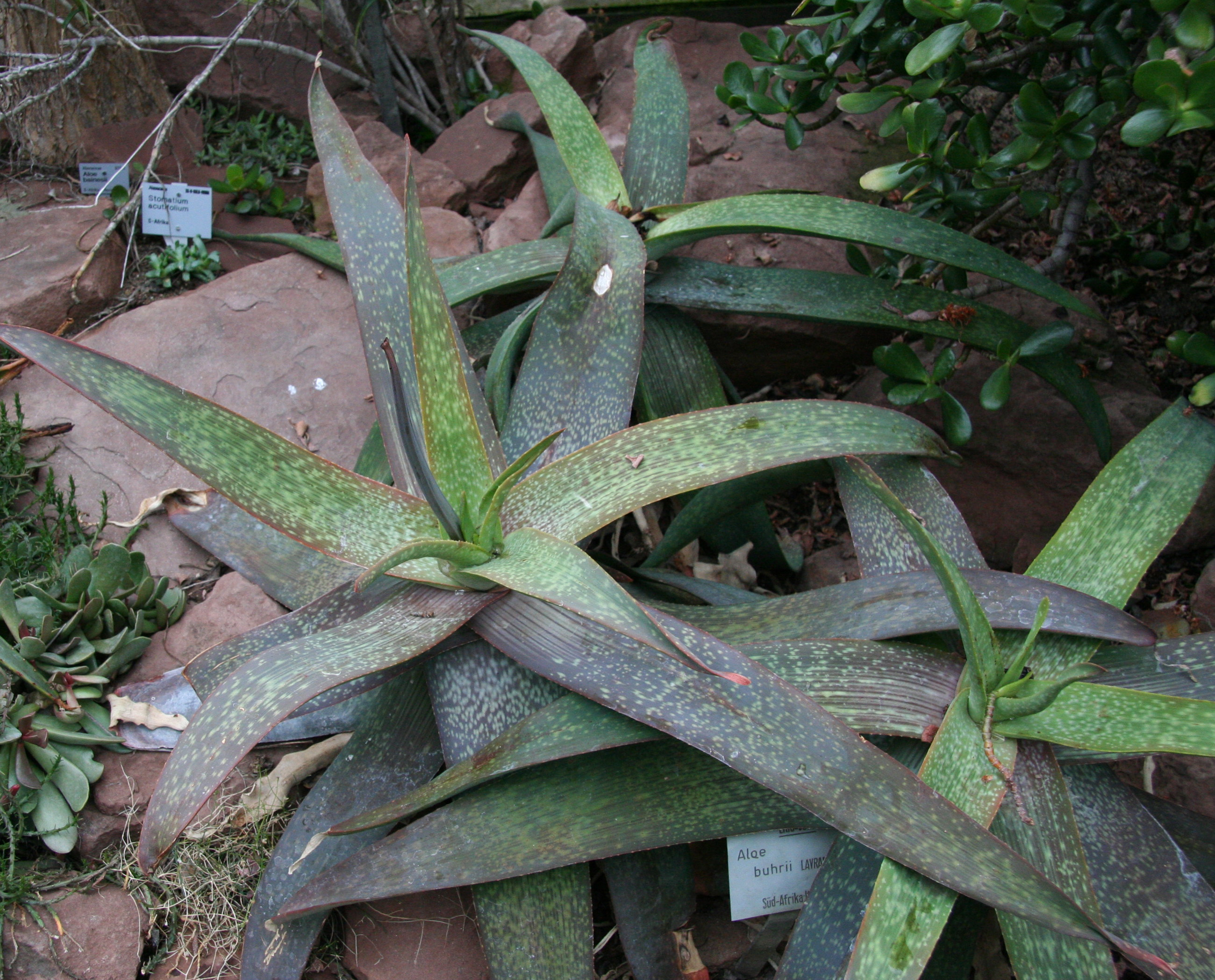
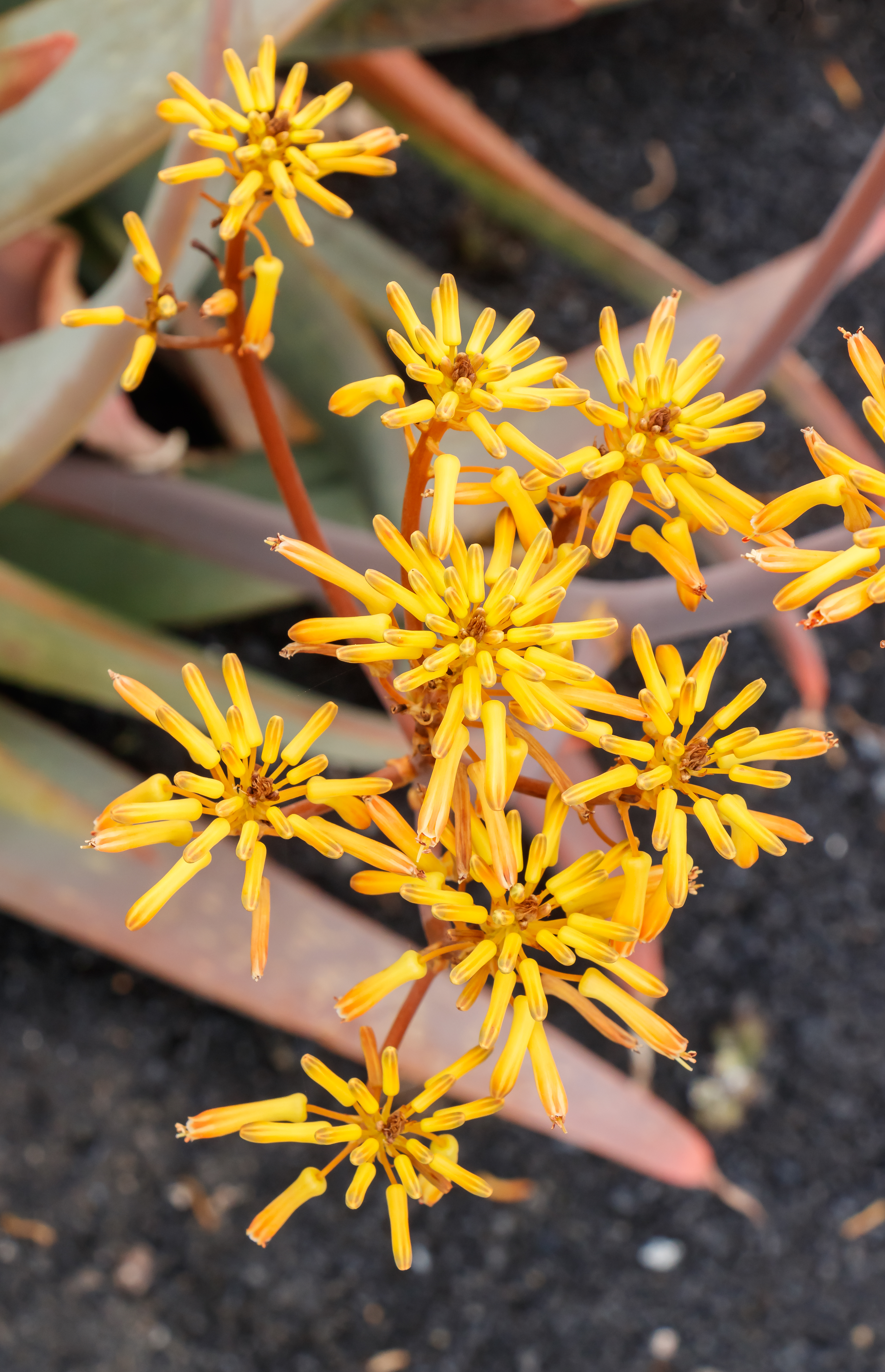